# Communauté de communes entre Nièvres et forêts
La communauté de communes entre Nièvres et forêts est une ancienne communauté de communes française, située dans le département de la Nièvre.

## Composition
Elle était composée des communes suivantes :
1. Arbourse
2. Arthel
3. Arzembouy
4. Champlemy
5. Dompierre-sur-Nièvre
6. Giry
7. Lurcy-le-Bourg
8. Montenoison
9. Moussy
10. Oulon
11. Prémery
12. Saint-Bonnot
13. Sichamps

## Historique
Elle fusionne, le 1er janvier 2017, avec deux autres intercommunalités pour former la communauté de communes Loire, Nièvre et Bertranges devenue depuis la communauté de communes Les Bertranges.

## Sources
- Le SPLAF (Site sur la Population et les Limites Administratives de la France)
- La base ASPIC